# Пам'ятники Корсуня-Шевченківського
У місті Корсуні-Шевченківському (районний центр Черкаської області) встановлено доволі багато пам'ятників і пам'ятних знаків як за СРСР, так і за незалежності України (в 1990—2000-х рр.).
Пам'ятники Корсуня-Шевченківського:
| Назва                                                                    | Рік встановлення | Розташування | Фото | Короткі відомості |
| Афганцям, пам'ятний знак-меморіал                                        |                  | |      | |
| Ліквідаторам аварії на ЧАЕС, пам'ятний знак                              |                  | |      | |
| «Містам-форпостам Київської Русі», пам'ятний знак / Росичу               | 1982             | на острові Зелений посеред річки Рось |      | Пам'ятний знак «Містам-форпостам Київської Русі» (більш відомий за народною назвою пам'ятник Росичу) було відкрито в 1982 році. Автори — скульптор Е. Кунцевич та архітектор М. Микитенко. |
| Партизанам Великої Вітчизняної війни, пам'ятний знак                     |                  | |      | |
| Підпільників, партизанів і радянських активістів, братська могила        |                  | |      | |
| Радянських воїнів-визволителів, братська могила                          |                  | |      | |
| Сошенку Івану, на могилі                                                 |                  | |      | Алегоричний пам'ятник на могилі українського художника Івана Сошенка, близького друга Тараса Шевченка, — з бронзи і граніту. Автори — скульптор Е. Кунцевич і архітектор К. Сидоров. |
| Українському Козацтву, пам'ятний знак                                    | 1991             | |      | |
| Хмельницького Богдана, бюст                                              | 1967             | |      | Пам'ятник-погруддя українському гетьману Богданові Хмельницькому встановлено 1967 року. |
| Шевченка Тараса, бюст                                                    | 1957             | у міському парку в центрі міста |      | Погруддя геніального українського поета і мислителя Тараса Шевченка встановлено 1957 року. Це перший за часом створення пам'ятник Кобзареві в Корсуні. |
| Шевченка Тараса, бюст                                                    | 1970             | у подвір'ї Корсунь-Шевченківського педагогічного училища |      | Погруддя Тараса Шевченка встановлено 1970 року. |
| Шевченку Тарасові                                                        | 1999             | біля Корсунь-Шевченківського державного історико-культурного заповідника «Палацово-парковий ансамбль» на острові Коцюбинського                              |      | Пам'ятник Тарасові Шевченку (3-й за ліком у місті) відкрито 1999 року. Автори — скульптор Е. Кунцевич та архітектор К. Сидоров. |
| «Ян і Наталка», скульптурна композиція                                   |                  | у ландшафтному парку на території Корсунь-Шевченківського державного історико-культурного заповідника «Палацово-парковий ансамбль» на острові Коцюбинського |      | Скульптурну композицію «Ян і Наталка» встановлено за мотивами відомої в Корсуні-Шевченківському легенди про нерівне і трагічне кохання молодого шляхтича Яна і дівчини-кріпачки Наталки. Автор — скульптор В. Клоков. Поруч зі скульптурною композицією восени 2009 року фахівці Черкаського водоканалу відновили роботу єдиного в місті фонтану (до цього він не працював протягом 20 років). Місце популярне в закоханих пар, а також для фотографування наречених на весіллі. |
| на честь останнього відвідання Корсуні Тарасом Шевченком, пам'ятний знак |                  | у ландшафтному парку на території Корсунь-Шевченківського державного історико-культурного заповідника «Палацово-парковий ансамбль» на острові Коцюбинського |      | Востаннє Тарас Шевченко навідався до Корсуні влітку 1859 року. «У тіннистих алеях парку він малював і писав вірші». |

## Колишні пам'ятники
| Назва             | Дата встановлення | Дата знесення   | Розташування | Фото | Короткі відомості |
| Леніну Володимиру | 1977              | 21 лютого 2014. |              |      |                   |

## Виноски
1. ↑  Нікітенко Людмила Біля Яна та Наталки задзюрчав фонтан. Оновити Корсунський державний заповідник підсобили черкащани [Архівовано 1 січня 2010 у Wayback Machine.] // «Україна Молода» № 185 за 7 жовтня 2009 року
2. ↑  Черкащина: міськрада саморозпустилась, в.о.мера звільнили, Леніна звалили // NEWSru.ua. — 21 лютого 2014. Архів оригіналу за 26 лютого 2014. Процитовано 21 травня 2014.
3. ↑  Відео повалення пам'ятника. Архів оригіналу за 12 липня 2014. Процитовано 21 травня 2014.